# Cap-Breton—The Sydneys
Pour les articles homonymes, voir Cap-Breton (homonymie) et Sydney (homonymie).
Cap-Breton—The Sydneys (aussi orthographiée Cape Breton—The Sydneys) fut une circonscription électorale fédérale de Nouvelle-Écosse. La circonscription fut représentée de 1968 à 1997.
La circonscription a été créée d'abord en 1966 à partir de Cap-Breton-Sud. La circonscription fut abolie en 1996.
La circonscription réapparut en 1952 à partir de Lunenburg et de Queens—Shelburne. Abolie à nouveau en 1966, la circonscription fut incorporée à South Shore.

## Géographie
En 1966, la circonscription de Cap-Breton—The Sydneys comprenait:
- Le comté d'Inverness
- Le comté de Victoria
- Le comté de Cap-Breton et la ville de Sydney

## Députés
1. 1968-1979 — Robert Muir, PC
2. 1979-1997 — Russell MacLellan, PLC

- PC = Parti progressiste-conservateur
- PLC = Parti libéral du Canada